# Домброва (Люблінський повіт)
Домброва (пол. Dąbrowa) — село в Польщі, у гміні Божехув Люблінського повіту Люблінського воєводства.
Населення — 105 осіб (2011).
У 1975-1998 роках село належало до Люблінського воєводства.

## Демографія
Демографічна структура станом на 31 березня 2011 року:
|          | Загалом | Допрацездатний вік | Працездатний вік | Постпрацездатний вік |
| -------- | ------- | ------------------ | ---------------- | -------------------- |
| Чоловіки | 48      | 12                 | 32               | 4                    |
| Жінки    | 57      | 17                 | 29               | 11                   |
| Разом    | 105     | 29                 | 61               | 15                   |